# صالح بن عبد العزيز العديلي
صالح بن عبد العزيز العديلي، تربوي وروائي، وكاتب ومترجم لبعض القصص القصيرة، وكاتب مقالات صحفية.

## التعلّم والعمل
- تلقى تعليمه العام في حائل.
- تخرج في تخصص اللغة العربية من الملك سعود عام 1403هـ/ 1983م.
- حصل على دبلوم في تدريس اللغة الإنجليزية من أمريكا عام 1407هـ/ 1987م.
- عمل منذ عام 1408هـ في التعليم، فبدأ معلمًا للغتين العربية والإنجليزية، ثم وكيلاً، ومديرًا، ورئيسًا لقسم الإشراف التربوي، ولقسم التخطيط والتطوير في إدارة الخدمات التعليمية في الهيئة الملكية في مدينة الجبيل الصناعية، ومديرًا لمدرسة نجد الثانوية.[1]

## مؤلفاته
- رواية: (الأديرع)، من إصدارات نادي أدبي حائل، 1423هـ/2002م. قال عنها عبد الحفيظ الشمري: «إن صالح العديلي برع في نقل حكاية المكان بشكل متقن؛ حيث استطاع الكاتب أن يوائم بين حكايتي الزمان والمكان من خلال صورتين أخريين تتمثلان في كل حكاية هما حالتا الحاضر الماضي؛ لنراه وقد أتقن التسجيل العفوي، ونقل وبأمانه ملحوظة كل ما كان يمور في نفوس هؤلاء البسطاء الذين عاشوا على ضفاف الوادي. كما أن الكاتب انحاز إلى الماضي وتصويره، وحفظ المشاهد ونقل الوقائع، وتسجيل المواقف المختلفة بلغة بسيطة لا تحتمل التعقيد».
- رواية: عرس المزيونة، صدرت عن دار الأندلس في حائل عام 1429هـ/2008م. وقد وصفها عبد الحفيظ الشمري: «نبشٌ لمخزون الذاكرة من الحكايات الفطرية، لكنها حكايات تتسم بتجربة الجادة المكتنزة بالجماليات».
- رواية: عيال الحدريين.
- كتاب في المجال التربوي والتعليمي بعنوان: (في ضوء الشمس).
- كتاب: الطبيعة في شعر أبي القاسم الشابي.[2]

## وصلات خارجية
- حائل تنعي روائيها صالح العديلي
- 20/12/2014 صالح العديلي في الجزء الثاني من روايته: